# Brian Vandborg
Brian Vandborg (Herning, 4 de diciembre de 1981) es un ciclista danés que fue profesional entre 2004 y 2013.

## Trayectoria
Pasó a profesional en el equipo CSC en 2004 después de haberse proclamado campeón de Dinamarca en contrarreloj amateurs en 2002 y 2003 y tercero en el Campeonato de Dinamarca de Ciclismo Contrarreloj también en 2003. Especialista en esta disciplina, desde entonces estuvo en el podio todos los años, y fue campeón en 2006. También ocupó el cuarto lugar en el Campeonato Mundial de Ciclismo en Ruta de 2006 en contrarreloj.
Después corrió en 2007 para el equipo Discovery Channel y en 2008 volvió a Dinamarca para correr con el equipo Team GLS. En 2009 volvió al circuito Protour de la mano del equipo Liquigas y en 2011 volvió al equipo que lo vio nacer como profesional, entonces llamado Saxo Bank Sungard. 
Sin actuaciones destacables en 2011, quedó sin equipo en 2012 hasta que en marzo fichó por el canadiense SpiderTech powered by C10. Tras la detención de actividades de este equipo fichó para 2013 por el Cannondale, el antiguo Liquigas en el que ya había corrido, en el que permaneció tan solo una temporada tras la cual se retiró.

## Palmarés
2003
- 3.º en el Campeonato de Dinamarca Contrarreloj

2004
- 3.º en el Campeonato de Dinamarca Contrarreloj

2005
- 1 etapa de la Tour de Georgia
- 2.º en el Campeonato de Dinamarca Contrarreloj

2006
- Campeonato de Dinamarca Contrarreloj

2007
- 1 etapa del Tour de l'Ain
- 2.º en el Campeonato de Dinamarca Contrarreloj

2008
- 1 etapa del Tour de Loir-et-Cher

2013
- Campeonato de Dinamarca Contrarreloj

## Resultados en Grandes Vueltas y Campeonatos del Mundo
| Carrera              | Carrera              | 2004 | 2005  | 2006 | 2007 | 2008 | 2009  | 2010  | 2011  | 2012 | 2013  |
| -------------------- | -------------------- | ---- | ----- | ---- | ---- | ---- | ----- | ----- | ----- | ---- | ----- |
|                      | Giro de Italia       | —    | 140.º | —    | Ab.  | —    | ―     | —     | ―     | —    | ―     |
|                      | Tour de Francia      | —    | —     | ―    | —    | ―    | 116.º | 128.º | 125.º | —    | 155.º |
|                      | Vuelta a España      | Ab.  | —     | ―    | —    | ―    | —     | —     | ―     | —    | ―     |
| Mundial Contrarreloj | Mundial Contrarreloj | —    | 21.º  | 4.º  | 27.º | ―    | —     | ―     | ―     | —    | ―     |

―: no participa

Ab.: abandono